# 1K17 Szhatie

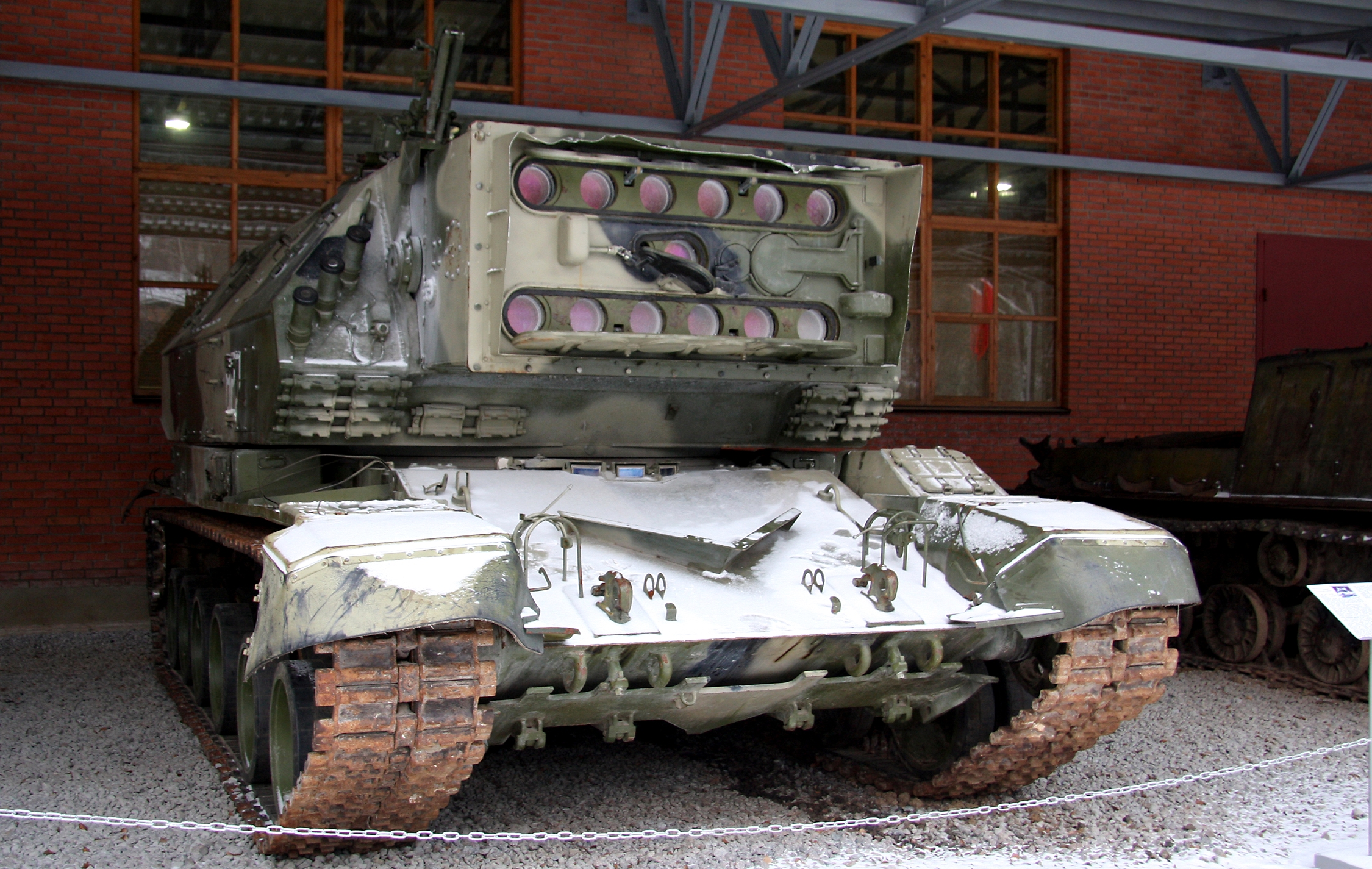
Imagen del 1K17 Szhatie

EL 1K17 Szhatie (en ruso: 1К17 Сжатие — "Compresión") es un tanque láser autopropulsado de origen ruso. Esta plataforma usa un chasis de tanque T-80 con un proyector láser montado en una torreta. Fue creado por la Unión Soviética para combatir vehículos terrestres enemigos.
El programa empezó a desarrollarse en los años 70. En 1982 pusieron en servicio la primera estación láser auto-móvil llamada 1K11 Stilet (en ruso: Стилет) y en 1990 entregaron el segundo vehículo denominado 1K17 Szhatie.
En febrero de 2017, se dio a conocer los preparativos para la adopción del complejo láser móvil (MLK) basado en el desarrollo de los complejos 1K11 Stilet y 1K17 Szhatie.